# ライヴ! (ボブ・マーリー&ザ・ウェイラーズのアルバム)
『ライヴ!』（Live!）は、ボブ・マーリー&ザ・ウェイラーズが1975年に録音・発表したライヴ・アルバム。
「ローリング・ストーン誌が選んだオールタイム・グレイテスト・ライヴ・アルバム50」において、34位にランクインした。

## 解説
1975年7月のロンドン公演を収録。クレジット上はアイ・スリーズがバッキング・ボーカル担当となっているが、アイ・スリーズの3人のうち、ジュディ・モワットはこの時のツアーには参加していない。録音は会場の外に停められたローリング・ストーンズ・モービル・スタジオ（モービル・ユニット）で行われた。レコーディング・エンジニアはスティーヴ・スミスが務めた。
本作からは、「ノー・ウーマン、ノー・クライ」のライヴ・ヴァージョンが先行シングルとして発表されて、全英22位に達した。アメリカでは、総合アルバム・チャートのBillboard 200では90位、R&Bアルバム・チャートでは47位に達した。
2001年に発売されたリマスターCDには、シングル「ノー・ウーマン、ノー・クライ」のB面だった「キンキー・レゲエ」が追加収録された。
2016年12月16日に3枚組のLPとして発売され、未発表だった17日録音のバージョンが公にされた。「レベル・ミュージック」「スター・イット・アップ」「ナッティ・ドレッド」「キンキー・レゲエ」「スレイヴ・ドライヴァー 」が追加収録され、「ライヴリー・アップ・ユアセルフ」と「ゲット・アップ、スタンド・アップ」はオリジナルより長いパージョンが収録された。この3枚組のLPは2017年にCD化された。

## 収録曲
Side 1
1. トレンチタウン・ロック - Trenchtown Rock (Bob Marley) - 4:23
2. バーニン・アンド・ルーティン - Burnin' and Lootin'  (Marley) - 5:11
3. ゼム・ベリー・フル - Them Belly Full (But We Hungry) (Lecon Cogill, Carlton Barrett) - 4:36
4. ライヴリー・アップ・ユアセルフ - Lively Up Yourself (Marley) - 4:33

Side 2
1. ノー・ウーマン、ノー・クライ - No Woman, No Cry (Vincent Ford) - 7:07
2. アイ・ショット・ザ・シェリフ - I Shot the Sheriff (Marley) - 5:18
3. ゲット・アップ、スタンド・アップ - Get Up, Stand Up (Marley, Peter Tosh) - 6:28

### 2001年リマスター盤ボーナス・トラック
- キンキー・レゲエ - Kinky Reggae - 7:35

## 参加ミュージシャン
- ボブ・マーリー - ボーカル、ギター
- アル・アンダーソン - リードギター
- タイロン・ダウニー - キーボード
- アストン・バレット - ベース
- カールトン・バレット - ドラムス
- アルヴィン・パターソン - パーカッション
- リタ・マーリー - バッキング・ボーカル
- マーシャ・グリフィス - バッキング・ボーカル